# Sokołów (powiat pruszkowski)
Sokołów – wieś sołecka w Polsce, położona w województwie mazowieckim, w powiecie pruszkowskim, w gminie Michałowice.
W latach 1975–1998 miejscowość należała administracyjnie do województwa warszawskiego.
Od 2013 we wsi działa śmigłowcowe lądowisko Gerda Sokołów.